# Watts (cráter)

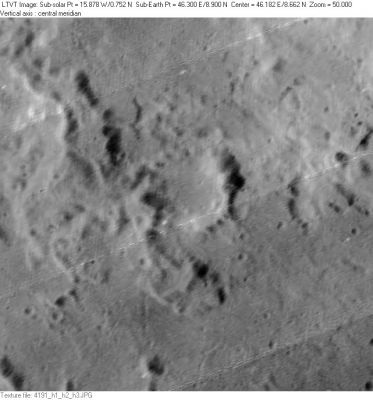
Fotografía de la misión Lunar Orbiter 4 (1967)

Watts es un pequeño cráter de impacto lunar que se encuentra en el extremo norte del Mare Fœcunditatis, a solo un diámetro al noroeste del irregular cráter da Vinci. Más al sur se halla el cráter más grande Taruntius, y un poco más lejos hacia el este-sureste aparece Asada.
|  |

El borde de este cráter se interrumpe en el sur, con su interior inundado por la lava. El terreno sobre el cráter también ha resurgido debido a antiguos flujos de lava, dejando un brocal bajo levantado sobre el entorno, casi a nivel. El borde suroeste está unido a una elevación somera conectada con da Vinci.
Este cráter fue previamente designado Taruntius D antes de ser nombrado por la UAI.